# Championnat du monde masculin de handball 1990
Navigation
Suisse 1986 Suède 1993
Le Championnat du monde masculin de handball 1990 est la douzième édition du championnat du monde masculin de handball qui a lieu du 28 février au 10 mars 1990 en Tchécoslovaquie.
Seize équipes ont participé à la compétition qui a été remportée par la Suède. Emmenée par Bengt Johansson et de nombreux joueurs exceptionnels tels Magnus Wislander, Magnus Andersson ou bientôt Stefan Lövgren, ce premier titre depuis les victoires en 1954 et 1958 marque le début de l'âge d'or du handball suédois avec notamment quatre championnats d'Europe et trois médailles d'argent olympiques jusqu'en 2002.
L'URSS, battue 23 à 27 en finale, confirme son titre olympique à Séoul. En revanche, les vice-champions olympiques Sud-Coréens subissent un dur retour à la réalité avec six défaites en sept matches et une modeste douzième place. Dans le match pour la médaille de bronze, la Yougoslavie, tenante du titre, s'incline face à la Roumanie dont il s'agit du dernier fait d'armes puisque cette équipe quadruple championne du monde ne parviendra ensuite plus à lutter pour les places sur le podium. Enfin, la France, emmenée par Jackson Richardson élu meilleur joueur de la compétition, termine à la neuvième place, synonyme de qualification pour les Jeux olympiques de Barcelone.

## Présentation

### Qualifications
Seize équipes sont qualifiées pour la compétition :
| Équipe             | Motif de qualification                     |
| ------------------ | ------------------------------------------ |
| Tchécoslovaquie    | Pays hôte                                  |
| Union soviétique   | Vainqueur des Jeux olympiques 1988         |
| Corée du Sud       | 2e des Jeux olympiques 1988                |
| Yougoslavie        | 3e des Jeux olympiques 1988                |
| Hongrie            | 4e des Jeux olympiques 1988                |
| Suède              | 5e des Jeux olympiques 1988                |
| Allemagne de l'Est | 7e des Jeux olympiques 1988                |
| Islande            | Vainqueur du Championnat du monde B 1989   |
| Pologne            | 2e du Championnat du monde B 1989          |
| Roumanie           | 3e du Championnat du monde B 1989          |
| Espagne            | 4e du Championnat du monde B 1989          |
| France             | 5e du Championnat du monde B 1989          |
| Suisse             | 6e du Championnat du monde B 1989          |
| Japon              | 2e du Championnat d'Asie en 1989           |
| Algérie            | Vainqueur du Championnat d'Afrique 1989    |
| Cuba               | Vainqueur du Championnat panaméricain 1989 |

À noter l'absence du Danemark et de l'Allemagne de l'Ouest qui n'ont pu faire mieux que respectivement une septième et une huitième place au Championnat du monde B 1989.

### Modalités
Les seize nations qualifiées sont réparties en quatre poules de quatre dans le tour préliminaire. Les trois premiers de chaque poule sont qualifiés pour le tour principal : les 3 premiers de la poule A avec les 3 premiers
de la poule B ; les 3premiers de la poule C avec ceux de la poule D. Les équipes classées quatrième dans le tour préliminaire dispute un tournoi pour les places de 13e à 16e.
Au tour principal, les résultats du tour préliminaire entrent en ligne de compte pour le classement mais les résultats acquis contre l'équipe classée quatrième ne sont pas retenus. À l'issue de ce tour, l'équipe classée première du groupe 7 rencontre l'équipe classée première du groupe 2 pour la finale ; les deux seconds pour le match pour la 3e place, etc, jusqu'à la 12e place.
Les 9 premiers sont qualifiés pour les JO de Barcelone 1992 et le Championnat du monde 1993.

## Tour préliminaire
Légende
- Qualifié pour le tour final
- Reversé dans la poule de classement 13-16

### Groupe A
Les matches se sont disputés à Pilsen.
|   | Équipe  | Pts | J | G | N | P | Bp | Bc | Diff |
| - | ------- | --- | - | - | - | - | -- | -- | ---- |
| 1 | Suède   | 6   | 3 | 3 | 0 | 0 | 71 | 57 | 14   |
| 2 | Hongrie | 4   | 3 | 2 | 0 | 1 | 61 | 59 | 2    |
| 3 | France  | 2   | 3 | 1 | 0 | 2 | 59 | 65 | -6   |
| 4 | Algérie | 0   | 3 | 0 | 0 | 3 | 55 | 65 | -10  |

| 28 février 1990 | Hongrie         | 19 – 18 | France              | Pilsen |
| 28 février 1990 | László Marosi 7 | (9–7)   | Philippe Debureau 6 | Pilsen |

- Hongrie[4] : Hoffmann, Bíró – M. Iváncsik 4, Gyurka 1, Füzesi 2, Sibalin, Putics, L. Marosi 7, M. Kovács, Lehel 3, Győrffy 2, Pribék.
- France[5] : Derot (2), Mahé (4 pen.), Debureau (6), Volle (1), Monthurel (1), Quintin (1), Perreux (2), Richardson (1).

| 28 février 1990 20h00 | Suède        | 20 – 19  | Algérie             | Pilsen Affluence : 420 Arbitrage : Szajma, Wroblewski |
| 28 février 1990 20h00 | Per Carlén 7 | (11–8)   | Djaffar Belhocine 9 | Pilsen Affluence : 420 Arbitrage : Szajma, Wroblewski |
| 28 février 1990 20h00 | ×3 ×7        | Officiel | ×3                  | Pilsen Affluence : 420 Arbitrage : Szajma, Wroblewski |

- Suède : M. Olsson, Fransson, Wislander (3), Eklund, Lindgren (4), Carlén (7), Hajas (1), Jilsén (3), Thorsson, Sjögren, S. Olsson (2), Andersson.

| 1 mars 1990 | Algérie | 16 – 22 | Hongrie         | Pilsen |
| 1 mars 1990 | ?       | (7–11)  | László Marosi 9 | Pilsen |

- Hongrie[4] : Hoffmann, Bíró – M. Iváncsik 2, Gyurka 2, Füzesi 2, Sibalin 4, Putics 1, L. Marosi 9, Borsos, M. Kovács, Győrffy 1, Lehel 1.

| 1 mars 1990 20h00 | France              | 18 – 26       | Suède        | Pilsen Affluence : 1 300 Arbitrage : Jug, Jeglič |
| 1 mars 1990 20h00 | Philippe Debureau 6 | (9–13)        | Erik Hajas 6 | Pilsen Affluence : 1 300 Arbitrage : Jug, Jeglič |
| 1 mars 1990 20h00 | ×3 ×6               | Officiel FFHB | ×2 ×4 ×1     | Pilsen Affluence : 1 300 Arbitrage : Jug, Jeglič |

- France : Derot (1), Debureau (6), Volle (4), Portes (2), Quintin (3), Perreux (1), Richardson (1).
- Suède : M. Olsson, Svensson, Wislander (4), Eklund, Lindgren (4), Carlén (2), Hajas (6), Cato (1), Jilsén (5), Thorsson (3), S. Olsson, Andersson (1).

| 3 mars 1990 17h00 | Hongrie           | 20 – 25  | Suède        | Pilsen Affluence : 1 300 Arbitrage : Jug, Jeglič |
| 3 mars 1990 17h00 | Mihály Iváncsik 7 | (8–14)   | Erik Hajas 6 | Pilsen Affluence : 1 300 Arbitrage : Jug, Jeglič |
| 3 mars 1990 17h00 | ×2 ×1             | Officiel | ×2 ×4        | Pilsen Affluence : 1 300 Arbitrage : Jug, Jeglič |

- Suède : M. Olsson, Fransson, Persson, Lindgren (2), Carlén (4), Hajas (6), Cato (1), Jilsén (5), Thorsson (1), S. Olsson (3), Andersson, Wislander (3).
- Hongrie[4] : Hoffmann, Bíró – M. Iváncsik 7, Gyurka 4, Füzesi 1, Sibalin, L. Marosi 1, Lehel, Bordás, Borsos 2, Győrffy 1, Putics 4.

| 3 mars 1990 | France           | 23 – 20 | Algérie | Pilsen |
| 3 mars 1990 | Frédéric Volle 6 | (7–7)   | ?       | Pilsen |

- France[5] : Mahé (2 pen.), Debureau (4), Volle (6), Monthurel (1), Portes (1), Quintin (2), Gardent (2), Perreux (3), Richardson (2).

### Groupe B
Les matchs se sont disputés à Prešov.
|   | Équipe          | Pts | J | G | N | P | Bp | Bc | Diff |
| - | --------------- | --- | - | - | - | - | -- | -- | ---- |
| 1 | Roumanie        | 6   | 3 | 3 | 0 | 0 | 75 | 57 | 18   |
| 2 | Corée du Sud    | 2   | 3 | 1 | 0 | 2 | 69 | 72 | -3   |
| 3 | Tchécoslovaquie | 2   | 3 | 1 | 0 | 2 | 58 | 62 | -4   |
| 4 | Suisse          | 2   | 3 | 1 | 0 | 2 | 46 | 57 | -11  |

| 28 février 1990 | Corée du Sud | 24 – 26 | Roumanie | Prešov |
| 28 février 1990 | (12 – 12)    |         |          | Prešov |

| 28 février 1990 20h00 | Tchécoslovaquie | 12 – 13     | Suisse         | Prešov Affluence : 5 500 |
| 28 février 1990 20h00 |                 | (5 – 7)     | Martin Rubin 5 | Prešov Affluence : 5 500 |
| 28 février 1990 20h00 |                 | handball.ch | ×2 ×6          | Prešov Affluence : 5 500 |

| 1 mars 1990 17h00 | Suisse       | 17 – 21     | Corée du Sud | Prešov Affluence : 1 870 |
| 1 mars 1990 17h00 | René Barth 6 | (5 – 11)    |              | Prešov Affluence : 1 870 |
| 1 mars 1990 17h00 | ×1 ×2        | handball.ch |              | Prešov Affluence : 1 870 |

| 1 mars 1990 | Roumanie | 25 – 17 | Tchécoslovaquie | Prešov |
| 1 mars 1990 | (11 – 9) |         |                 | Prešov |

| 3 mars 1990 | Corée du Sud | 24 – 29 | Tchécoslovaquie | Prešov |
| 3 mars 1990 | (10 – 17)    |         |                 | Prešov |

| 3 mars 1990 20h00 | Roumanie | 24 – 16     | Suisse         | Prešov Affluence : 3 200 |
| 3 mars 1990 20h00 |          | (12 – 8)    | Roger Keller 4 | Prešov Affluence : 3 200 |
| 3 mars 1990 20h00 |          | handball.ch | ×3 ×5 ×1       | Prešov Affluence : 3 200 |

### Groupe C
Les matchs se sont disputés à Zlín.
|   | Équipe      | Pts | J | G | N | P | Bp | Bc | Diff |
| - | ----------- | --- | - | - | - | - | -- | -- | ---- |
| 1 | Espagne     | 6   | 3 | 3 | 0 | 0 | 66 | 61 | 5    |
| 2 | Yougoslavie | 4   | 3 | 2 | 0 | 1 | 72 | 65 | 7    |
| 3 | Islande     | 2   | 3 | 1 | 0 | 2 | 65 | 69 | -4   |
| 4 | Cuba        | 0   | 3 | 0 | 0 | 3 | 76 | 84 | -8   |

| 28 février 1990 17h00 | Yougoslavie       | 17 – 18  | Espagne          | Sporthalle TJ, Zlín Affluence : 1 950 Arbitrage : Moza, Rudinsky |
| 28 février 1990 17h00 | Irfan Smajlagić 6 | (9 – 6)  | Javier Cabanas 5 | Sporthalle TJ, Zlín Affluence : 1 950 Arbitrage : Moza, Rudinsky |
| 28 février 1990 17h00 | ×2 ×4             | Officiel | ×2 ×3 ×1         | Sporthalle TJ, Zlín Affluence : 1 950 Arbitrage : Moza, Rudinsky |

| 28 février 1990 | Islande  | 27 – 23 | Cuba | Sporthalle TJ, Zlín |
| 28 février 1990 | (17 – 8) |         |      | Sporthalle TJ, Zlín |

| 1 mars 1990 | Cuba      | 27 – 28 | Yougoslavie | Sporthalle TJ, Zlín |
| 1 mars 1990 | (14 – 16) |         |             | Sporthalle TJ, Zlín |

| 1 mars 1990 20h00 | Espagne           | 19 – 18   | Islande           | Sporthalle TJ, Zlín Affluence : 1 100 Arbitrage : Hofmann, Prause |
| 1 mars 1990 20h00 | Eugenio Serrano 5 | (11 – 11) | Alfreð Gíslason 6 | Sporthalle TJ, Zlín Affluence : 1 100 Arbitrage : Hofmann, Prause |
| 1 mars 1990 20h00 | ×2 ×5             | Officiel  | ×3 ×6             | Sporthalle TJ, Zlín Affluence : 1 100 Arbitrage : Hofmann, Prause |

| 3 mars 1990 | Yougoslavie | 27 – 20 | Islande | Sporthalle TJ, Zlín |
| 3 mars 1990 | (10 – 11)   |         |         | Sporthalle TJ, Zlín |

| 3 mars 1990 20h00 | Espagne          | 29 – 26   | Cuba              | Sporthalle TJ, Zlín Affluence : 1 650 Arbitrage : Moza, Rudinsky |
| 3 mars 1990 20h00 | Javier Cabanas 9 | (12 – 10) | Julián Duranona 9 | Sporthalle TJ, Zlín Affluence : 1 650 Arbitrage : Moza, Rudinsky |
| 3 mars 1990 20h00 | ×2 ×7 ×1         | Officiel  | ×2 ×5 ×1          | Sporthalle TJ, Zlín Affluence : 1 650 Arbitrage : Moza, Rudinsky |

### Groupe D
Les matchs se sont disputés à Žilina.
|   | Équipe             | Pts | J | G | N | P | Bp | Bc | Diff |
| - | ------------------ | --- | - | - | - | - | -- | -- | ---- |
| 1 | Union soviétique   | 6   | 3 | 3 | 0 | 0 | 95 | 56 | 39   |
| 2 | Allemagne de l'Est | 4   | 3 | 2 | 0 | 1 | 70 | 73 | -3   |
| 3 | Pologne            | 2   | 3 | 1 | 0 | 2 | 63 | 68 | -5   |
| 4 | Japon              | 0   | 3 | 0 | 0 | 3 | 55 | 86 | -31  |

| 28 février 1990 | Union soviétique | 26 – 21 | Pologne | Žilina |
| 28 février 1990 | (13 – 9)         |         |         | Žilina |

| 28 février 1990 | Allemagne de l'Est | 26 – 22 | Japon | Žilina |
| 28 février 1990 | (18 – 7)           |         |       | Žilina |

| 1 mars 1990 | Japon     | 16 – 35 | Union soviétique | Žilina |
| 1 mars 1990 | (14 – 16) |         |                  | Žilina |

| 1 mars 1990 | Pologne | 17 – 25 | Allemagne de l'Est | Žilina |
| 1 mars 1990 | (9 – 9) |         |                    | Žilina |

| 3 mars 1990 | Union soviétique | 34 – 19 | Allemagne de l'Est | Žilina |
| 3 mars 1990 | (15 – 10)        |         |                    | Žilina |

| 3 mars 1990 | Pologne   | 25 – 17 | Japon | Žilina |
| 3 mars 1990 | (12 – 11) |         |       | Žilina |

## Tour principal
Légende
- Qualifié pour la finale
- Qualifié pour le match pour la 3e place
- Qualifié pour les matchs de classement

### Groupe I
Les matchs se sont disputés à Ostrava.
|   | Équipe          | Pts | J | G | N | P | Bp  | Bc  | Diff |
| - | --------------- | --- | - | - | - | - | --- | --- | ---- |
| 1 | Suède           | 8   | 3 | 4 | 0 | 1 | 130 | 101 | 29   |
| 2 | Roumanie        | 8   | 3 | 4 | 0 | 1 | 117 | 105 | 12   |
| 3 | Hongrie         | 7   | 3 | 3 | 1 | 1 | 110 | 108 | 2    |
| 4 | Tchécoslovaquie | 4   | 3 | 1 | 2 | 2 | 107 | 116 | -9   |
| 5 | France          | 3   | 3 | 1 | 1 | 3 | 109 | 115 | -6   |
| 6 | Corée du Sud    | 0   | 3 | 0 | 0 | 5 | 119 | 147 | -28  |

| Hongrie - France 19 – 18 France - Suède 18 – 26 Hongrie - Suède 20 – 25 Corée - Roumanie 24 – 26 Roumanie - Tchécoslovaquie 25 – 17 Corée - Tchécoslovaquie 24 – 29 |

Malgré sa défaite lors de la dernière journée, la Suède devance la Roumanie à la différence de but générale (+29 contre +12).
| 5 mars 1990 17h30 | Suède               | 26 – 20  | Tchécoslovaquie | Ostrava Affluence : 7 000 Arbitrage : Hofmann, Prause |
| 5 mars 1990 17h30 | Wislander, Carlén 5 | (15 – 9) | Martin Šetlík 7 | Ostrava Affluence : 7 000 Arbitrage : Hofmann, Prause |
| 5 mars 1990 17h30 | ×2                  | Officiel | ×3 ×4           | Ostrava Affluence : 7 000 Arbitrage : Hofmann, Prause |

- Suède : M. Olsson, Svensson, Wislander (5), Lindgren (1), Carlén (5), Hajas (4), Cato (3), Jilsén (4), Thorsson (1), Sjögren (1), S. Olsson (2), Andersson.
- Tchécoslovaquie : ?

| 5 mars 1990 | Hongrie         | 27 – 24   | Corée du Sud | Ostrava |
| 5 mars 1990 | László Marosi 6 | (14 – 11) | ?            | Ostrava |

- Hongrie[4] : Hoffmann, Bíró – M. Iváncsik, Gyurka 5, M. Kovács 2, Sibalin 2, Putics 3, L. Marosi 6, Győrffy, Lehel 4, Pribék 2, Füzesi 3.

| 5 mars 1990 | France               | 21 – 25   | Roumanie | Ostrava |
| 5 mars 1990 | Volle et Stoecklin 6 | (11 – 12) | ?        | Ostrava |

- France[5] : Mahé (1 pen.), Debureau (4), Volle (6), Gardent (3), Richardson (1), Stoecklin (6).

| 6 mars 1990 | Tchécoslovaquie | 21 – 21 | France           | Ostrava |
| 6 mars 1990 | ?               | (9 – 9) | Frédéric Volle 6 | Ostrava |

- France[5] : Mahé (3, dont 2 pen.), Debureau (5), Volle (6, dont 1 pen.), Gardent (2), Perreux (1), Richardson (3), Stoecklin (1.)

| 6 mars 1990 | Roumanie          | 21 – 24   | Hongrie | Ostrava |
| 6 mars 1990 | Mihály Iváncsik 5 | (10 – 13) | ?       | Ostrava |

- Hongrie[4] : Hoffmann, Bíró – Borsos 4, M. Iváncsik 1, Győrffy 2, M. Kovács 1, Sibalin 2, L. Marosi 6, Lehel 3, Pribék, Putics 2, Gyurka 3.

| 6 mars 1990 20h00 | Corée du Sud   | 23 – 34  | Suède              | Ostrava Affluence : 7 000 Arbitrage : Gouterman, Taranoukhine |
| 6 mars 1990 20h00 | Kim Jae-hwan 7 | (7 – 17) | Magnus Wislander 9 | Ostrava Affluence : 7 000 Arbitrage : Gouterman, Taranoukhine |
| 6 mars 1990 20h00 | ×2 ×5 ×1       | Officiel | ×1 ×6              | Ostrava Affluence : 7 000 Arbitrage : Gouterman, Taranoukhine |

- Corée du Sud : Kim Jae-hwan (7), Kang Jae-won (3, )...
- Suède : Svensson, Fransson, Wislander (9, ), Eklund, Lindgren (), Carlén (6, ), Hajas, Cato (2), Jilsén (8), Sjögren (6), S. Olsson (3, ), Andersson.

| 7 mars 1990 | France              | 31 – 24   | Corée du Sud | Ostrava |
| 7 mars 1990 | Philippe Debureau 6 | (13 – 12) | ?            | Ostrava |

- France[5] : Derot (1), Mahé (4, dont 2 pen.), Debureau (6), Volle (2), Portes (5), Quintin (3), Gardent (5), Perreux (4), Richardson (1).

| 7 mars 1990 | Hongrie           | 20 – 20  | Tchécoslovaquie | Ostrava |
| 7 mars 1990 | Mihály Iváncsik 5 | (8 – 10) | ?               | Ostrava |

*  Hongrie : Hoffmann, Bíró – Borsos 2, Gyurka 1, M. Kovács 1, Sibalin 2, L. Marosi 2, Lehel 1, Győrffy 2, M. Iváncsik 5, Putics 4, Füzesi.
| 7 mars 1990 20h00 | Suède             | 19 – 20  | Roumanie         | Ostrava Affluence : 2 500 Arbitrage : Hofmann, Prause |
| 7 mars 1990 20h00 | Carlén et Hajas 4 | (9 – 12) | Maricel Voinea 7 | Ostrava Affluence : 2 500 Arbitrage : Hofmann, Prause |
| 7 mars 1990 20h00 | ×3 ×2             | Officiel | ×2 ×1            | Ostrava Affluence : 2 500 Arbitrage : Hofmann, Prause |

- Suède : M. Olsson, Fransson, Lindgren, Carlén (4), Hajas (4), Wislander (3), Cato, Jilsén (2), Thorsson (2), Sjögren (2), S. Olsson (2), Andersson.
- Roumanie : Maricel Voinea (7), Costică Neagu (), ...

### Groupe II
Les matchs se sont disputés à Bratislava.
|   | Équipe             | Pts | J | G | N | P | Bp  | Bc  | Diff |
| - | ------------------ | --- | - | - | - | - | --- | --- | ---- |
| 1 | Union soviétique   | 10  | 5 | 5 | 0 | 0 | 148 | 109 | 39   |
| 2 | Yougoslavie        | 6   | 5 | 3 | 0 | 2 | 120 | 102 | 18   |
| 3 | Espagne            | 6   | 5 | 3 | 0 | 2 | 109 | 114 | -5   |
| 4 | Allemagne de l'Est | 4   | 5 | 2 | 0 | 3 | 106 | 111 | -5   |
| 5 | Islande            | 2   | 5 | 1 | 0 | 4 | 101 | 117 | -16  |
| 6 | Pologne            | 2   | 5 | 1 | 0 | 4 | 102 | 133 | -31  |

| - Yougoslavie - Espagne 17 – 18 - Espagne - Islande 19 – 18 - Yougoslavie - Islande 27 – 20 - URSS - Pologne 26 – 21 - Pologne - Allemagne de l'Est 17 – 25 - URSS - Allemagne de l'Est 34 – 19 |

Malgré sa défaite lors du tour préliminaire, la Yougoslavie devance l'Espagne à la différence de but générale (+18 contre -5).
Malgré sa défaite lors de la 2e journée de ce tour principal, l'Islande devance la Pologne à la différence de but générale (-16 contre -31).
| 5 mars 1990 17h30 | Espagne     | 24 – 17   | Pologne        | Salle Pasienky, Bratislava Affluence : 2 200 Arbitrage : Lelong, Tancrez |
| 5 mars 1990 17h30 | 3 joueurs 4 | (12 – 10) | Bogdan Wenta 9 | Salle Pasienky, Bratislava Affluence : 2 200 Arbitrage : Lelong, Tancrez |
| 5 mars 1990 17h30 | ×3 ×2       | Officiel  | ×3             | Salle Pasienky, Bratislava Affluence : 2 200 Arbitrage : Lelong, Tancrez |

| 5 mars 1990 | Yougoslavie | 21 – 20 | Allemagne de l'Est | Salle Pasienky, Bratislava |
| 5 mars 1990 | (9 – 11)    |         |                    | Salle Pasienky, Bratislava |

| 5 mars 1990 | Islande  | 19 – 27 | Union soviétique | Salle Pasienky, Bratislava |
| 5 mars 1990 | (8 – 14) |         |                  | Salle Pasienky, Bratislava |

| 6 mars 1990 | Union soviétique | 24 – 22 | Yougoslavie | Salle Pasienky, Bratislava |
| 6 mars 1990 | (11 – 8)         |         |             | Salle Pasienky, Bratislava |

| 6 mars 1990 | Pologne   | 27 – 25 | Islande | Salle Pasienky, Bratislava |
| 6 mars 1990 | (11 – 13) |         |         | Salle Pasienky, Bratislava |

| 6 mars 1990 20h00 | Allemagne de l'Est   | 25 – 20  | Espagne        | Salle Pasienky, Bratislava Affluence : 2 200 Arbitrage : Johansson, Kjellqvist |
| 6 mars 1990 20h00 | Frank-Michael Wahl 9 | (9 – 11) | Aleix Franch 6 | Salle Pasienky, Bratislava Affluence : 2 200 Arbitrage : Johansson, Kjellqvist |
| 6 mars 1990 20h00 | ×2 ×5                | Officiel | ×2 ×3          | Salle Pasienky, Bratislava Affluence : 2 200 Arbitrage : Johansson, Kjellqvist |

| 8 mars 1990 15h00 | Espagne        | 28 – 37   | Union soviétique | Salle Pasienky, Bratislava Affluence : 2 500 Arbitrage : Lelong, Tancrez |
| 8 mars 1990 15h00 | Aleix Franch 9 | (14 – 17) | Iouri Nesterov 8 | Salle Pasienky, Bratislava Affluence : 2 500 Arbitrage : Lelong, Tancrez |
| 8 mars 1990 15h00 | ×3 ×4 ×1       | Officiel  | ×3 ×5            | Salle Pasienky, Bratislava Affluence : 2 500 Arbitrage : Lelong, Tancrez |

| 8 mars 1990 | Yougoslavie | 33 – 20 | Pologne | Salle Pasienky, Bratislava |
| 8 mars 1990 | (18 – 10)   |         |         | Salle Pasienky, Bratislava |

| 8 mars 1990 | Islande  | 19 – 17 | Allemagne de l'Est | Salle Pasienky, Bratislava |
| 8 mars 1990 | (8 – 12) |         |                    | Salle Pasienky, Bratislava |

### Poule de classement 13-16
Les matchs se sont disputés à Zlín.
|    | Équipe  | Pts | J | G | N | P | Bp | Bc | Diff |
| -- | ------- | --- | - | - | - | - | -- | -- | ---- |
| 13 | Suisse  | 6   | 3 | 3 | 0 | 0 | 76 | 56 | 20   |
| 14 | Cuba    | 3   | 3 | 1 | 1 | 1 | 69 | 72 | -3   |
| 15 | Japon   | 2   | 3 | 1 | 0 | 2 | 53 | 65 | -12  |
| 16 | Algérie | 1   | 3 | 0 | 1 | 2 | 58 | 63 | -5   |

| 5 mars 1990 | Algérie  | 20 – 20 | Cuba | Zlín |
| 5 mars 1990 | (8 – 11) |         |      | Zlín |

| 5 mars 1990 | Suisse   | 22 – 12 | Japon | Zlín |
| 5 mars 1990 | (15 – 3) |         |       | Zlín |

| 6 mars 1990 | Japon     | 21 – 20 | Algérie | Zlín |
| 6 mars 1990 | (10 – 10) |         |         | Zlín |

| 6 mars 1990 | Cuba      | 26 – 32 | Suisse | Zlín |
| 6 mars 1990 | (11 – 16) |         |        | Zlín |

| 8 mars 1990 | Algérie   | 18 – 22 | Suisse | Zlín |
| 8 mars 1990 | (10 – 14) |         |        | Zlín |

| 8 mars 1990 | Cuba      | 23 – 20 | Japon | Zlín |
| 8 mars 1990 | (10 – 13) |         |       | Zlín |

## Tour final

### Finale
| 10 mars 1990 15h30 | Suède              | 27 – 23                               | Union soviétique        | Sporthalle CSTV, Prague Affluence : 10 200 Arbitrage : Stefan Jug Herbert Jeglič |
| 10 mars 1990 15h30 | Magnus Wislander 6 | (11-12)                               | Alexandre Toutchkine 11 | Sporthalle CSTV, Prague Affluence : 10 200 Arbitrage : Stefan Jug Herbert Jeglič |
| 10 mars 1990 15h30 | ×2 ×1              | Officielle FFHB Morgunblaðið Der Bund | ×2 ×3                   | Sporthalle CSTV, Prague Affluence : 10 200 Arbitrage : Stefan Jug Herbert Jeglič |

| Suède                        |    |                  |                  |                         |
|                              |    | Gardiens :       |                  |                         |
| GB                           | 1  | Mats Olsson      | 12 arrêts        | 12 arrêts               |
| GB                           | 16 | Tomas Svensson   | 1 arrêt sur pen. | 1 arrêt sur pen.        |
| Joueurs de champ :           |    |                  |                  |                         |
| DC                           | 3  | Magnus Wislander | 6                | Carton jaune            |
| ?                            | 4  | Johan Eklund     | 1                |                         |
| AR                           | 5  | Ola Lindgren     | 3                |                         |
| P                            | 6  | Per Carlén       | 4                | Suspension · Suspension |
| AL                           | 7  | Erik Hajas       | 3                |                         |
| AL                           | 8  | Magnus Cato      | 0                |                         |
| P                            | 9  | Björn Jilsén     | 4 pen.           |                         |
| AR                           | 10 | Pierre Thorsson  | 2                |                         |
| ARD                          | 13 | Staffan Olsson   | 4                |                         |
| DC                           | 14 | Magnus Andersson | 0                |                         |
| Entraîneur : Bengt Johansson |    |                  |                  |                         |

| Suède | Statistiques     | URSS |
| ----- | ---------------- | ---- |
| 27/?  | Buts marqués     | 23/? |
| 4     | Dont jets de 7 m | 4    |
| 13    | Arrêts           | 17   |
| 2     | Cartons jaunes   | 2    |
| 1     | Suspensions      | 3    |
| 0     | Cartons rouges   | 0    |

| Union soviétique                 |    |                         |                       |                       |
|                                  |    | Gardiens :              |                       |                       |
| GB                               | 1  | Andreï Lavrov           | 13 arrêts dont 1 pen. | 13 arrêts dont 1 pen. |
| GB                               | 12 | Igor Koustov            | 4 arrêts              | 4 arrêts              |
| Joueurs de champ :               |    |                         |                       |                       |
| ARD                              | 2  | Alexandre Toutchkine    | 11 dont 4 pen.        | Suspension            |
| P                                | 4  | Andreï Chtchepkine      | 1                     |                       |
| ALG                              | 5  | Alexandre Karchakevitch | 1                     | Suspension            |
|                                  | 6  | Iouri Nesterov          | 2                     |                       |
|                                  | 7  | Georgi Sviridenko       | -                     |                       |
| ALG                              | 8  | Valeri Gopine           | 1                     |                       |
|                                  | 9  | Andreï Tyoumentsev      | 3                     | Carton jaune          |
| ARD                              | 11 | Mikhaïl Iakimovitch     | 2                     | Suspension            |
| ARG                              | 13 | Viatcheslav Atavine     | 1                     | Carton jaune          |
|                                  | 17 | Constantine Charovarov  | 1                     |                       |
| Entraîneur : Anatoli Evtouchenko |    |                         |                       |                       |

L'évolution du score est, : 1-0, 1-3, 2-4, 3-5, 3-7, 7-9, 9-9, 10-10, 11-12 (mi-temps), 11-14, 15-14, 17-17, 19-17, 20-18, 22-18, 23-19, 24-20, 24-22, 26-22, 27-23.

### Match pour la3eplace
Alors que la Yougoslavie mène 14 à 12 en début de deuxième mi-temps, les Roumains infligent un « 11-0 » décisif grâce notamment à Mocanu, Dumitru et Berbece, survoltés par la réussite de leur gardien de but Alexandru Buligan.
| 10 mars 1990 13h30 | Roumanie | 27 – 21 | Yougoslavie | Prague |
| 10 mars 1990 13h30 | Ion Mocanu (8) Marian Dumitru (6) Dumitru Berbece (5 dont 4 pen.) Cristian Zaharia (3) Cornel Durău (2) Adrian Ghimeş (1) Robert Licu (1) Costică Neagu (1) Alexandru Buligan (GB) | (10-12) | Mile Isaković (5 dont 2 pen.) Iztok Puc (4) Irfan Smajlagić (4) Veselin Vuković (3) Veselin Vujović (2 dont 1 pen.) Slobodan Kuzmanovski (2 pen.) Zlatko Saračević (1) Mirko Bašić (GB) | Prague |
| 10 mars 1990 13h30 | FFHB |         | | Prague |

### Match pour la5eplace
| 9 mars 1990 20h00 | Espagne | 23 – 19                         | Hongrie | Prague Arbitrage : B. Johansson, B. Kjellquist |
| 9 mars 1990 20h00 | 01 - Jaume Fort (GB) 12 - Lorenzo Rico (GB) 02 - Javier Cabanas (10 dont 2 pen.) 03 - Juan Francisco Muñoz (1, ) 04 - Javier Reino (1, ) 06 - Ricardo Marín (2 pen., ) 08 - Enric Masip (2) 09 - Mateo Garralda (1) 11 - Eugeni Serrano (1) 13 Luis Garcia Lopez 14 - Aleix Franch (4) 15 - Ángel Hermida (1) | (8-10)                          | 01 - László Hoffman (GB) 12 - Imre Biro (GB) 03 - Attila Borsos (0) 04 - Mihály Kovacs (3, ) 05 - Sándor Győrffy 06 - László Marosi (5 dont 2 pen., ) 08 - Jakab Sibalin (2) 09 - Géza Lehel (1) 10 - István Pribek 11 - Jenő Putics () 13 - János Gyurka (5, ) 14 - Ferenc Füzesi (3) | Prague Arbitrage : B. Johansson, B. Kjellquist |
| 9 mars 1990 20h00 | ×2 ×3 | Officielle FFHB Mundo Deportivo | ×2 ×5 | Prague Arbitrage : B. Johansson, B. Kjellquist |

Évolution du score toutes les 5 minutes
- 1re mi-temps : 0-2, 4-3, 6-5, 6-7, 7-9, 8-10
- 2e mi-temps : 10-12, 12-13, 15-16, 17-17, 20-17, 23-19.

### Match pour la7eplace
| 10 mars 1990 11h00 | Tchécoslovaquie                                                                   | 17 – 16 | Allemagne de l'Est | Prague |
| 10 mars 1990 11h00 | Sovadina (5) Tomar (5 dont 1 pen.) Baumruck (3) Kotrc (1) Sedlacek (2) Setlik (1) | (8-6)   | Stephan Hauck (3) Bernd Metzke (3) Holger Winselmann (3) Matthias Hahn (2) Jürgen Querengässer (2 pen.) Frank-Michael Wahl (2 pen.) Mike Fuhrig (1) | Prague |
| 10 mars 1990 11h00 | FFHB                                                                              |         | | Prague |

### Match pour la9eplace
Ce match détermine la dernière place qualificative pour les Jeux olympiques de Barcelone.
| 10 mars 1990 9h00 | France | 29 – 23           | Islande | Prague Affluence : 700 Arbitrage : Erhard Hofmann Manfred Prause |
| 10 mars 1990 9h00 | Frédéric Volle (8) Philippe Debureau (7) Thierry Perreux (6) Alain Portes (3) Pascal Mahé (2 dont 1 pen.) Daniel Hager (1) Jackson Richardson (1) Stéphane Stoecklin (1) --- Philippe Médard (14 arrêts dont 1 pen.) | (15-11)           | Kristján Arason (en) (7/11) Alfreð Gíslason (5/6 dont 4/4 pen.) Júlíus Jónasson (3/5 dont 1/2 pen. ) Bjarki Sigurðsson (3/4) Sigurður Gunnarsson (2/5) Þorgils Mathiesen (2/3) Héðinn Gilsson (1/2, ) Geir Sveinsson (0/0, ) Jakob Sigurðsson (0/1) Guðmundur Guðmundsson (0/2) ---- Guðmundur Hrafnkelsson (14 arrêts dont 1 pen.) Einar Þorvarðarson (1 arrêt) | Prague Affluence : 700 Arbitrage : Erhard Hofmann Manfred Prause |
| 10 mars 1990 9h00 | ×4 | FFHB Morgunblaðið | ×8 | Prague Affluence : 700 Arbitrage : Erhard Hofmann Manfred Prause |

### Match pour la11eplace
| 9 mars 1990 17h30 | Pologne | 33 – 27 | Corée du Sud | Prague |
| 9 mars 1990 17h30 | (13-13) |         |              | Prague |

## Classement final
| Rang                      | Nation             | J | G | N | P | Bp  | Bc  |
| ------------------------- | ------------------ | - | - | - | - | --- | --- |
| Médaille d'or, monde      | Suède              | 7 | 6 | 0 | 1 | 177 | 143 |
| Médaille d'argent, monde  | Union soviétique   | 7 | 6 | 0 | 1 | 206 | 152 |
| Médaille de bronze, monde | Roumanie           | 7 | 6 | 0 | 1 | 168 | 142 |
| 4                         | YougoslavieT       | 7 | 4 | 0 | 3 | 169 | 156 |
| 5                         | Espagne            | 7 | 5 | 0 | 2 | 161 | 159 |
| 6                         | Hongrie            | 7 | 4 | 1 | 2 | 151 | 147 |
| 7                         | TchécoslovaquiePO  | 7 | 2 | 2 | 3 | 136 | 145 |
| 8                         | Allemagne de l'Est | 7 | 3 | 0 | 4 | 148 | 150 |
| 9                         | France             | 7 | 3 | 1 | 3 | 161 | 158 |
| 10                        | Islande            | 7 | 2 | 0 | 5 | 151 | 169 |
| 11                        | Pologne            | 7 | 3 | 0 | 4 | 160 | 177 |
| 12                        | Corée du Sud       | 7 | 1 | 0 | 6 | 167 | 197 |
| 13                        | Suisse             | 6 | 4 | 0 | 2 | 122 | 113 |
| 14                        | Cuba               | 6 | 1 | 1 | 4 | 145 | 156 |
| 15                        | Japon              | 6 | 1 | 0 | 5 | 108 | 151 |
| 16                        | Algérie            | 6 | 0 | 1 | 5 | 113 | 128 |

- Qualifiée pour les JO 1992 et le Championnat du monde 1993
- Qualifiée pour les JO 92 avant sanction
- Reléguée mais qualifiée pour les JO 92 après sanction de la Yougoslavie
- Reléguée au Championnat du monde B 1992
- T : Tenante du titre
- PO : Pays organisateur

Les huit premières équipes sont qualifiées pour les Jeux olympiques de Barcelone et le Championnat du monde 1993. L'Espagne, cinquième, étant déjà qualifiée en tant que pays hôte, sa place qualificative a été redistribuée à l'équipe classée neuvième, la France. À l'opposé, les trois dernières nations européennes, l'Islande, la Pologne et la Suisse, sont reléguées au Championnat du monde B 1992.
Par la suite, la période entre la fin de ce championnat du monde et le début des Jeux olympiques est marquée par une multitude d'événements politiques avec le démantèlement de l’Union soviétique, la chute du Mur de Berlin, la fin de la politique d'apartheid en Afrique du Sud et la guerre qui fait rage en Yougoslavie. Dans ce contexte, l'équipe unifiée remplace l'URSS, l'Allemagne de l'Est concourt sous la bannière d'une Allemagne réunifiée tandis que la Yougoslavie, sous sanctions internationales de l'ONU, ne peut participer. Cette dernière est alors remplacée par l'Islande, dixième.

## Statistiques et récompenses

### Équipe-type
Le Français Jackson Richardson aurait été nommé meilleur joueur (MVP) du tournoi[réf. à confirmer].
Il n'y aurait en revanche pas eu d'équipe-type, bien que le roumain Alexandru Buligan[réf. à confirmer]ou l'Est-Allemand Peter Hofmann (de)[réf. à confirmer] aient été évoqués comme meilleur gardien et le Yougoslave Irfan Smajlagić comme meilleur ailier gauche.

### Statistiques individuelles
Les meilleurs buteurs sont,,, :
| Rang | Joueur               | Nation           | Buts   | Ch.      | 7m     |
| ---- | -------------------- | ---------------- | ------ | -------- | ------ |
| 1    | Julián Duranona      | Cuba             | 55/80  | 35       | 20     |
| 2    | Alexandre Toutchkine | Union soviétique | 52/102 | 40       | 12     |
| 3    | Kim Jae-hwan (en)    | Corée du Sud     | 50     | 32       | 18     |
| 4    | Philippe Debureau    | France           | 39     | 39       | 0      |
| 5    | Irfan Smajlagić      | Yougoslavie      | 38     | 38       | 0      |
| 6    | Marian Dumitru       | Roumanie         | 37     | 37       | 0      |
| 6    | Djaffar Belhocine    | Algérie          | 37     | 19       | 18     |
| 8    | Aleix Franch         | Espagne          | 36     | 28 ou 36 | 0 ou 8 |
| 8    | Bogdan Wenta         | Pologne          | 36     | 34       | 2      |
| 8    | László Marosi        | Hongrie          | 36     | 30 ou 34 | 2 ou 6 |
| 8    | Javier Cabanas       | Espagne          | 36     | 28       | 8      |

Remarque : L'IHF indique 55 buts pour Alexandre Toutchkine, ce qui n'est pas cohérent avec toutes les autres sources qui indiquent 52 buts,,,.
Concernant les gardiens de but, Peter Hofmann (en) ( Allemagne de l'Est) termine la compétition avec une moyenne de 51,1% devant Alexandru Buligan ( Roumanie) avec 44,1 %.

## Effectif des équipes

### Médaille d'or:Suède
L'effectif de la Suède était,,,,,,,, :
- 01 - Mats Olsson (GB), GD Teka (ESP)
- 12 - Mats Fransson (GB), Irsta HF
- 16 - Tomas Svensson (GB), IF Guif
- 02 - Jonas Persson, Lugi HF
- 03 - Magnus Wislander, Redbergslids IK
- 04 - Johan Eklund, Redbergslids IK
- 05 - Ola Lindgren, HK Drott
- 06 - Per Carlén, Atlético Madrid (ESP)
- 07 - Erik Hajas, CB Maritim Puerto Cruz (ESP)
- 08 - Magnus Cato, Redbergslids IK
- 09 - Björn Jilsén ,  RTV 1879 Bâle (SUI)
- 10 - Pierre Thorsson, IF Saab
- 11 - Sten Sjögren, Lugi HF
- 13 - Staffan Olsson, TV Hüttenberg (GER)
- 14 - Magnus Andersson, HK Drott
- 15 - Axel Sjöblad, Lugi HF

Entraîneur
- Bengt Johansson

### Médaille d'argent:Union soviétique
L'effectif de l'URSS était, :
- 01 - Andreï Lavrov (GB)
- 12 - Igor Koustov (GB)
- 16 - Igor Tchoumak (GB)
- 02 - Alexandre Toutchkine
- 03 - Iouri Gavrilov
- 04 - Andreï Chtchepkine
- 05 - Alexandre Karchakevitch
- 06 - Iouri Nesterov
- 07 - Georgi Sviridenko
- 08 - Valeri Gopine
- 09 - Andreï Tyoumentsev
- 11 - Mikhaïl Iakimovitch
- 13 - Viatcheslav Atavine
- 15 - Oleg Kisselev
- 17 - Constantine Charovarov
- 0? - Vadim Vassiliev

Entraîneur
- Anatoli Evtouchenko

### Médaille de bronze:Roumanie
L'effectif de la Roumanie était, :
- 01 - Vasile Cocuz, gardien, Dinamo Bucarest, 23 ans, ?/? ;
- 12 - Alexandru Buligan, gardien, Dinamo Bucarest, 30 ans, 7 matchs / 0 but(s) ;
- 0? - Liviu Ianoş, gardien, Dacia Piteşti, 22 ans, 7/0 ;
- 02 - Cristian Zaharia, arrière gauche, Dinamo Bucarest, 23 ans, 7/24 ;
- 03 - Marian Dumitru , arrière droit, Steaua Bucarest, 30 ans, 7/37 ;
- 04 - Maricel Voinea , demi-centre, Alzira Avidesa (ESP), 31 ans, 7/15 ;
- 06 - Adrian Ghimeş, demi-centre, Steaua Bucarest, 27 ans, 7/14 ;
- 07 - Robert Licu, arrière droit, Dinamo Bucarest, 21 ans, 6/5 ;
- 09 - Dumitru Berbece, ailier droit, Steaua Bucarest, 29 ans, 7/29 ;
- 11 - Ion Mocanu, pivot, Dinamo Bucarest, 28 ans, 7/30 ;
- 13 - Costică Neagu, ailier droit, Univ. Craiova, 24 ans, 7/11 ;
- 17 - Rudi Prisăcaru, demi-centre, Dinamo Bucarest, 20 ans, 6/0 ;
- 18 - Cornel Durău, ailier droit, Hidrotehnica Constanţa, 33 ans, 5/5 ;
- 0? - Paul Cicu, pivot, Steaua Bucarest, 22 ans, 0/0.

Entraîneur
- Cornel Oțelea

En moyenne, les joueurs ont 25,9 ans, ont été sélectionnés 91,5 fois et font 1,90 m pour 88,9 kg.

### Quatrième placeYougoslavie
L'effectif de la Yougoslavie était :
- 12 - Mirko Bašić (GB)
- 16 - Ermin Velić (GB)
- 03 - Veselin Vuković
- 04 - Zlatko Saračević
- 05 - Iztok Puc
- 06 - Siniša Prokić
- 07 - Irfan Smajlagić
- 08 - Zlatko Portner
- 09 - Veselin Vujović
- 10 - Nenad Kljaić
- 11 - Slobodan Kuzmanovski
- 14 - Ratko Tomljanović
- 15 - Mile Isaković

Entraîneur
- Jezdimir Stanković

### Neuvième place:France
L'effectif de la France était, :
- 01- Philippe Médard (GB)
- 12 - Jean-Luc Thiébaut (GB)
- 16 - Frédéric Perez (GB)
- 02 - Gilles Derot, 4 buts
- 03 - Pascal Mahé, 16 buts
- 04 - Philippe Debureau, 38 buts
- 05- Frédéric Volle, 33 buts
- 07 - Daniel Hager, 1 but
- 09 - Gaël Monthurel, 2 buts
- 10 - Alain Portes, 11 buts
- 11 - Éric Quintin, 9 buts
- 14 - Thierry Perreux, 17 buts
- 15 - Philippe Gardent, 12 buts
- 17 - Jackson Richardson, 10 buts
- 18 - Stéphane Stoecklin, 8 buts

Entraîneur
- Daniel Costantini
- Jean-Pierre Lepointe (adjoint)

### Feuilles de matchs officielles
1. 1 2  « Feuille de match officielle Suède-Algérie » [PDF], sur handboll.capmind.se, 28 février 1990 (consulté le 8 juillet 2025).
2. 1 2 3  « Feuille de match officielle France-Suède » [PDF], sur handboll.capmind.se, 1er mars 1990 (consulté le 8 juillet 2025).
3. 1 2  « Feuille de match officielle Hongrie-Suède » [PDF], sur handboll.capmind.se, 3 mars 1990 (consulté le 8 juillet 2025).
4. 1 2  « Feuille de match officielle Yougoslavie-Espagne » [PDF], sur RFEBM.com, Fédération royale espagnole de handball, 28 février 1990 (consulté le 23 février 2022).
5. ↑  « Feuille de match officielle Espagne-Islande » [PDF], sur RFEBM.com, Fédération royale espagnole de handball, 1er mars 1990 (consulté le 23 février 2022).
6. ↑  « Feuille de match officielle Espagne-Cuba » [PDF], sur RFEBM.com, Fédération royale espagnole de handball, 3 mars 1990 (consulté le 23 février 2022).
7. 1 2  « Feuille de match officielle Hongrie-Suède » [PDF], sur handboll.capmind.se, 5 mars 1990 (consulté le 8 juillet 2025).
8. 1 2  « Feuille de match officielle Corée du Sud-Suède » [PDF], sur handboll.capmind.se, 6 mars 1990 (consulté le 8 juillet 2025).
9. 1 2 3  « Feuille de match officielle Roumanie-Suède » [PDF], sur handboll.capmind.se, 8 mars 1990 (consulté le 8 juillet 2025).
10. ↑  « Feuille de match officielle Espagne-Pologne » [PDF], sur RFEBM.com, Fédération royale espagnole de handball, 5 mars 1990 (consulté le 8 juillet 2025).
11. ↑  « Feuille de match officielle RDA-Espagne » [PDF], sur RFEBM.com, Fédération royale espagnole de handball, 6 mars 1990 (consulté le 8 juillet 2025).
12. 1 2  « Feuille de match officielle Espagne-URSS » [PDF], sur RFEBM.com, Fédération royale espagnole de handball, 8 mars 1990 (consulté le 8 juillet 2025).
13. 1 2 3  « Feuille de match officielle Suède-URSS » [PDF], sur handboll.capmind.se, 10 mars 1990 (consulté le 8 juillet 2025).
14. ↑  « Feuille de match officielle Espagne-Hongrie » [PDF], sur RFEBM.com, 10 mars 1990 (consulté le 8 juillet 2025).

### Autres références
1. ↑  La Tchécoslovaquie a terminé 6e.
2. ↑  La Corée du Sud a terminé 1er.
3. ↑  « Championnats du monde masculins 90 », Approches du hand-ball n°2, Fédération française de handball, avril 1990 (consulté le 28 mars 2021).
4. 1 2 3 4 5 6  (hu) « Világbajnokságok története - férfiak », sur kezitortenelem.hu (consulté le 8 juillet 2025).
5. 1 2 3 4 5 6 7 8 9 10 11 12 13 14  « Palmarès », Hand-ball : bulletin fédéral n°238, Fédération française de handball, mars 1990 (consulté le 7 juillet 2025), p. 33-34.
6. 1 2 3  (ro) « Istoria handbalului Românesc - Cronologie - Partea A V-A - 1984-1990 » [PDF], Fédération roumaine de handball (consulté le 8 juillet 2025), p. 125-129.
7. 1 2 3 4 5 6  (is) « Julián Duranona », Morgunblaðið,‎ 13 mars 1990, p. 5 (lire en ligne, consulté le 8 octobre 2023).
8. 1 2 3 4  (de) « Torschützenklassement », der Bund,‎ 12 mars 1990, p. 5 (lire en ligne, consulté le 8 octobre 2023).
9. ↑  [vidéo] « Campeonato del Mundo TCH-1990 - SWE vs URS - Final (Praga) », sur YouTube (consulté le 7 juillet 2025)
10. ↑  « Les « indispensables » du Mondial » (consulté le 13 septembre 2018).
11. 1 2  (es) « Balonmano/ mundial : 23 19: España hizo historia », Mundo Deportivo,‎ 10 mars 1990, p. 40 (lire en ligne, consulté le 25 octobre 2024).
12. ↑  Du fait de nombreux changements géopolitiques jusqu'en 1992, l'Islande sera finalement également qualifiée pour les Jeux olympiques de Barcelone.
13. ↑  Laurent Moisset, La grande saga du hand français, Hugo Sport, 2016 (ISBN 9782755627541), p. 22 :« Le monde découvre un Réunionnais de 21 ans, Jackson Richardson, élu meilleur joueur du Mondial pour sa première participation à une grande compétition ».
14. ↑  (es) « Buligan el gurú de los porteros », El Norte de Castilla, 26 janvier 2005 (consulté le 18 février 2025) : « el Mundial de 1990, donde además fue elegido mejor portero ».
15. ↑  (de) « Von Honecker geehrt und beraubt », sur mittelhessen.de, 4 octobre 2009 (version du 11 juin 2016 sur Internet Archive) : « Nachdem ich bei der WM 1990 in Prag zum besten Keeper gewählt wurde »
16. ↑  « Irfan Smajlagić, le charme slave », Hand-ball : bulletin fédéral n°262, Fédération française de handball, août 1990 (consulté le 16 janvier 2024) : « Mondial A disputé en Tchécoslovaquie... où il fut sacré meilleur joueur à son poste d'ailier... », p. 46.
17. 1 2 3  « Championnats du Monde Hommes : A - Indoor/en salle/Halle - 1990 - TCH » [PDF], Fédération internationale de handball (IHF) (version du 13 octobre 2024 sur Internet Archive), p. 42.
18. 1 2  (is) « Markakóngar frá 1938 » [« Les meilleurs buteurs depuis 1938 »], Morgunblaðið B,‎ 6 mai 1995, p. 13 (lire en ligne, consulté le 8 octobre 2023).
19. ↑  (sv) « Mästerskap », sur handbollslandslaget.se, Fédération suédoise de handball (consulté le 7 juillet 2025).